# 赖因·德瓦尔
赖因·德瓦尔（荷蘭語：Rein de Waal，1904年11月24日—1985年3月31日），荷兰男子曲棍球运动员。他曾代表荷兰参加1928年和1936年夏季奥林匹克运动会曲棍球比赛，获得一枚银牌和一枚铜牌。